# La Fortaleza

La Fortaleza op een postzegel uit 1937

La Fortaleza ("Het Fort") is de officiële residentie van de gouverneur van Puerto Rico en bevindt zich in San Juan. Het gebouw is ook wel bekend als Palacio de Santa Catalina ("Paleis van Sint-Caterina"). Het is het oudste luxe herenhuis in de Nieuwe Wereld.
Op 30 mei 1529 gaf Keizer Karel V toestemming om een fort te bouwen ter bescherming tegen aanvallen door de Taíno, de oorspronkelijke bevolking, en door piraten en boekaniers. Door problemen met de Taíno startte de bouw pas in 1537 en in 1540 was La Fortaleza gereed. Het was om de haven van San Juan te verdedigen, maar niet de strategische toegang tot de baai. Nadien volgden verschillende andere militaire versterkingen, zoals het Kasteel San Felipe del Morro, het Kasteel van San Cristobal en het Fort van San Gerónimo.
Het fort ligt aan de kust en kan met de kanonnen de ankerplaats verdedigen. Een toren werd gebouwd als uitkijkpunt en de kelders werden gebruikt voor de opslag van buskruit en waardevolle zaken. De poort lag aan de landzijde tegen het oude centrum van San Juan aan en in geval van nood kon de bevolking in het fort bescherming zoeken. Voor de poort lag een halve maan met een brug over de droge gracht. Vanaf 1544 woonde hier ook de gouverneur van het eiland en stond toen ook bekend als El Palacio de Santa Catalina. In 25 september 1625 vielen de Nederlanders onder bevel van Boudewijn Hendricksz San Juan aan. Hij veroverde La Fortaleza en vestigde hier zijn hoofdkwartier. Bij zijn vertrek een maand later liet hij La Fortaleza zwaar beschadigd achter. Tijdens de reconstructie in 1640 werd de kapel van Santa Catalina, die oorspronkelijk buiten de muren gevestigd was, afgebroken en geïntegreerd in de wanden van de structuur.
In 1846 werd het gebouw grondig gerenoveerd en werd het originele concept van fort ter verdediging van de stad aangepast tot een paleis. Ongeveer 170 gouverneurs hadden er hun residentie. Bovendien diende het als paleis voor de ontvangst van belangrijke koninklijke en politieke bezoekers aan Puerto Rico.
Het paleis werd in 1983 opgenomen in de werelderfgoedlijst van UNESCO.